# Aardbeving L'Aquila 2009

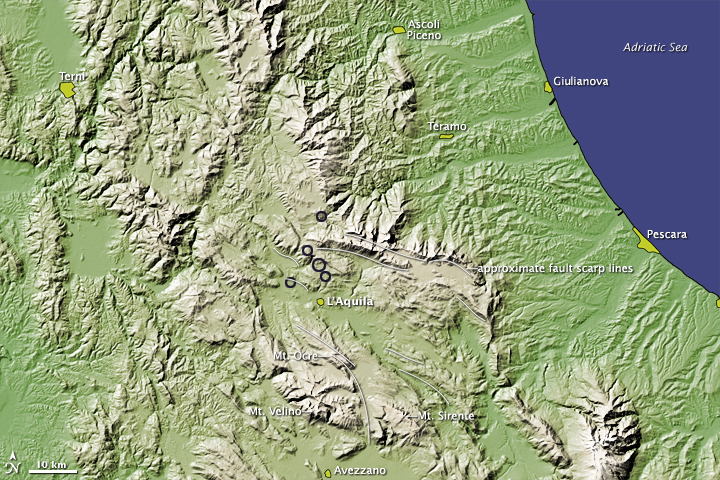
De omgeving van L'Aquila, waar de aardbeving plaatsvond

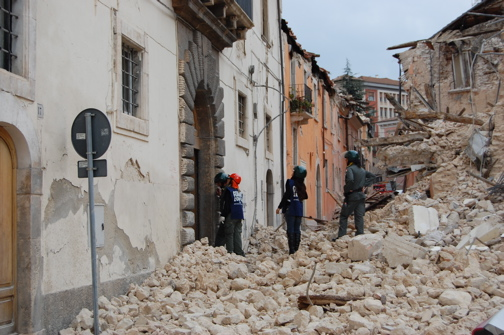
Hulpdiensten inspecteren beschadigde huizen

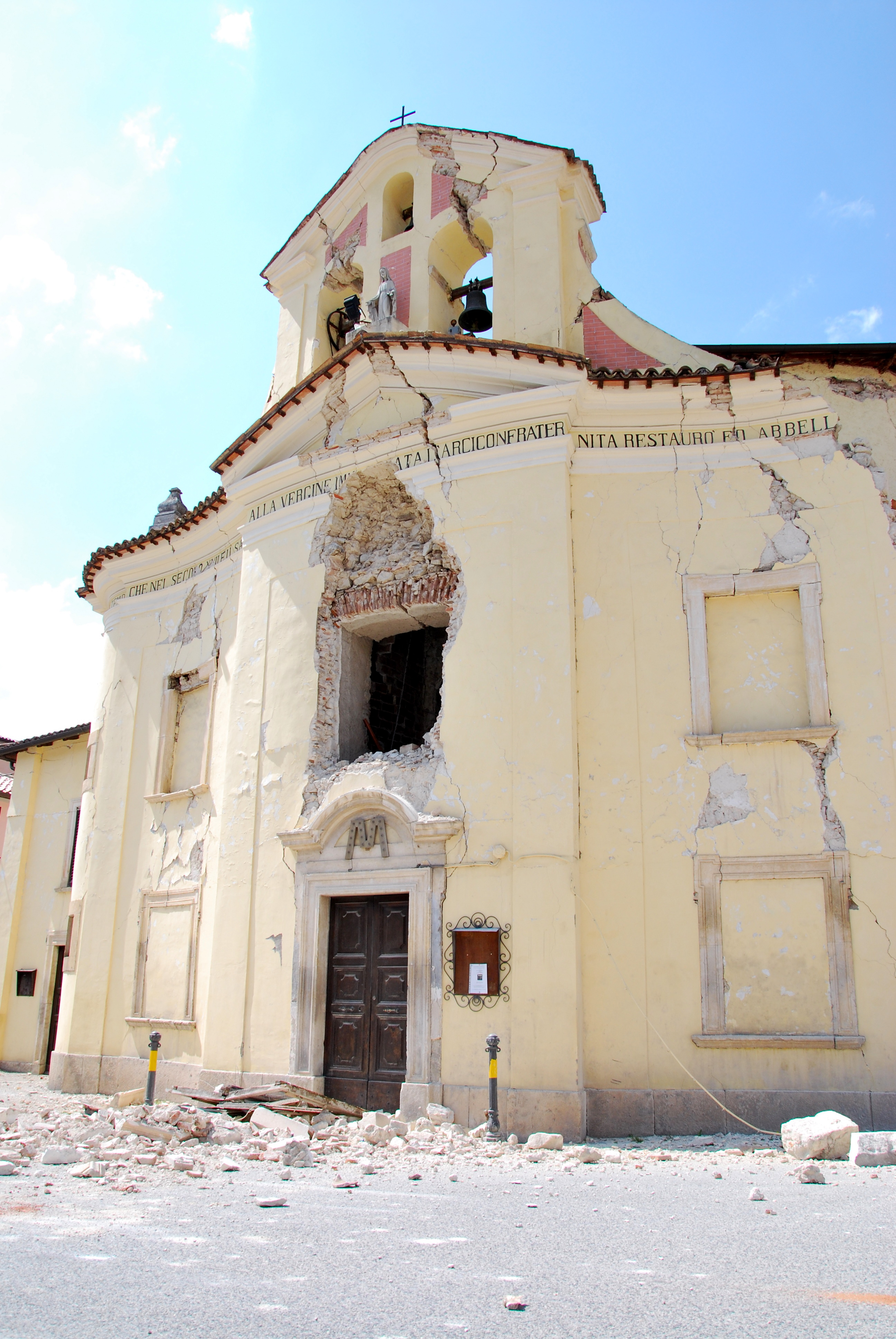
De beschadigde Santa Mariakerk in Paganica

De aardbeving van L'Aquila was een aardbeving met een momentmagnitude van 6,3 MW in de Italiaanse regio Abruzzo, die plaatsvond in de nacht van 5 op 6 april 2009. Op de dagen erna waren er nog diverse (zware) naschokken. De bevingen veroorzaakten grote schade in de middeleeuwse stad L'Aquila en omgeving en kostten 295 mensen het leven.

## Historische context
Italië heeft regelmatig te maken met aardbevingen, maar het is ongebruikelijk dat er veel doden vallen. De voorgaande grote aardbeving was die in Molise in 2002 met een magnitude van 5,9, waarbij meer dan 25 doden vielen. Dit was de aardbeving met de meeste slachtoffers in twintig jaar. De geschiedenis van L'Aquila kent daarenboven vele eerdere aardbevingen; de stad werd in het verleden onder andere getroffen in 1315, 1359, 1452, 1501, 1646, 1703 en 1706.

## Tektonische achtergrond
De beving in Midden-Italië vond plaats als gevolg van een afschuiving van een noordwest-zuidoost georiënteerde structuur in de centrale Apennijnen, een bergrug, die van de Golf van Tarente in het zuiden tot in de Povlakte in het noorden van Italië loopt. Uit geologisch oogpunt stelt de Apennijnen een accretiewig als gevolg van een subductie voor. De regio is tektonisch en geologisch zeer complex. Zij omvat de subductie van de Adriatische Plaat onder de Apennijnen van het oosten naar het westen, de botsing van continenten tussen de Euraziatische Plaat en de Afrikaanse Plaat in het noorden, en de opening van het Tyrreense bekken in het westen.
De nauwe relatie tussen deze geologische structuren komt tot uitdrukking in de regelmatig plaatsvindende bevingen in de Apennijnen en de omgeving van de Middellandse Zee. Ook de beving van L'Aquila werd daardoor veroorzaakt, doordat het Tyrreense bekken zich sneller opent, zodra de samendrukking tussen de Euraziatische en de Afrikaanse Plaat voortgaat.

## Beving
De aardbeving vond plaats op 6 april 2009 om 03:32 uur lokale tijd (01:32 UTC) en had een moment-magnitude MW = 6,3 volgens USGS. De Italiaanse Burgerbescherming meldde een sterkte van 5,8.
Het epicentrum bevond zich in de nabijheid van de stad L'Aquila, waar ook de grootste schade werd aangericht. Ook het stadje Fossa werd getroffen en leed veel schade, evenals veel dorpen in de omgeving, onder meer Onna. Volgens informatie van het United States Geological Survey was de aardbeving slechts 95 kilometer ten noordoosten van de Italiaanse hoofdstad Rome op een diepte van tien kilometer. De beving was tot in Rome en in Pescara aan de Adriatische kust, in het oosten van het land, te voelen.

### Schade en verlies
Het dodental van de beving bedroeg 295, het aantal gewonden lag rond de 1100. Bovendien werden ongeveer 39.500 mensen dakloos. In totaal raakten ongeveer 15.000 gebouwen door de aardschokken beschadigd.
Om de daklozen een voorlopig onderdak te bieden zijn er op de eerste dag ongeveer tweeduizend tenten, die ieder circa tien mensen kunnen herbergen, opgezet op tennis- en voetbalvelden in de regio. Ook in hotels werden mensen opgevangen.
In 2010 werd er een kritische film gemaakt over de wederopbouw : Draquila - L'Italia che trema.

## Voor- en naschokken
Reeds in de uren voor de heftigste aardschok met een sterkte van 6,3, waren er twee kleinere bevingen met een sterkte van respectievelijk 3,5 en 3,9. Ook op de avond ervoor was er een lichte beving in het noorden van Italië meetbaar; deze had een sterkte van 4,6 en vond plaats rond 22:20 uur in de regio Emilia-Romagna. Talrijke kleinere nabevingen bemoeilijkten de bergingsarbeid. Na diverse kleinere nabevingen was er op 7 april nog een zware (na)schok met een sterkte van 5,6.

### Lijst van voor- en naschokken
De voor- en naschokken met een magnitude van meer dan 4,0 tot en met 10 april 2009 zijn hierin opgenomen. Schokken die boven de 5,0 lagen, zijn gemarkeerd. De grootste schok is in het donkerpaars aangeduid.
| Datum en tijd          | Lengteligging | Breedteligging | Diepte | Magnitude |
| ---------------------- | ------------- | -------------- | ------ | --------- |
| 30 maart 2009 15:38:39 | 42°19' N      | 13°21' O       | 2 km   | 4,4       |
| 5 april 2009 22:48:56  | 42°21' N      | 13°22' O       | 2 km   | 4,0       |
| 6 april 2009 03:32:41  | 42°22' N      | 13°19' O       | 2 km   | 6,3       |
| 6 april 2009 04:27:48  | 42°22' N      | 13°13' O       | 2 km   | 4,3       |
| 6 april 2009 04:37:05  | 42°24' N      | 13°19' O       | 2 km   | 5,1       |
| 6 april 2009 05:56:48  | 42°22' N      | 13°20' O       | 10 km  | 4,5       |
| 6 april 2009 09:17:16  | 42°28' N      | 13°24' O       | 30 km  | 4,4       |
| 6 april 2009 18:38:10  | 42°22' N      | 13°19' O       | 2 km   | 4,4       |
| 6 april 2009 01:15:37  | 42°28' N      | 13°24' O       | 2 km   | 5,1       |
| 7 april 2009 11:26:30  | 42°18' N      | 13°21' O       | 10 km  | 5,0       |
| 7 april 2009 19:47:38  | 42°18' N      | 13°24' O       | 13 km  | 5,6       |
| 7 april 2009 23:34:30  | 42°20' N      | 13°22' O       | 2 km   | 4,5       |
| 8 april 2009 06:27:42  | 42°18' N      | 13°26' O       | 2 km   | 4,0       |
| 8 april 2009 00:56:51  | 42°33' N      | 13°20' O       | 2 km   | 4,1       |
| 9 april 2009 02:53:00  | 42°31' N      | 13°23' O       | 2 km   | 5,4       |
| 9 april 2009 05:14:52  | 42°21' N      | 13°27' O       | 2 km   | 4,3       |
| 9 april 2009 06:32:46  | 42°27' N      | 13°23' O       | 2 km   | 4,3       |
| 9 april 2009 06:43:12  | 42°31' N      | 13°20' O       | 10 km  | 4,0       |
| 9 april 2009 13:19:35  | 42°19' N      | 13°14' O       | 40 km  | 4,0       |
| 9 april 2009 21:38:17  | 42°31' N      | 13°21' O       | 17 km  | 5,0       |
| 10 april 2009 03:22:23 | 42°29' N      | 13°25' O       | 2 km   | 4,0       |